# Living Darfur
Living Darfur, conosciuto anche come Living, è un singolo del gruppo musicale britannico Mattafix, pubblicato il 7 settembre 2007 come primo estratto dal secondo album in studio Rhythm & Hymns.

## Descrizione
La canzone ha raggiunto i vertici della classifica di vendita di iTunes, ed è stato pubblicato anche negli Stati Uniti. Molti hanno notato la somiglianza dell'inizio del brano con Mother and Father di Madonna, estratto dall'album del 2003 American Life.

## Video musicale
Il videoclip, finanziato da Mick Jagger, è ambientato in un campo profughi, con lo scopo di raccogliere fondi per il Darfur e attirare le attenzioni delle Nazioni Unite. È stato pubblicato il 16 settembre 2007, che è il "Giorno globale per il Darfur".  Nel video compare anche l'attore Matt Damon.

## Tracce
Digital download
1. Living Darfur

CD single
1. Living Darfur
2. Living Darfur (Desert Eagle Discs Remix)

Enhanced CD single
1. Living Darfur
2. Living Darfur (Desert Eagle Discs Remix)
3. Living Darfur (Video)

EP
1. Living Darfur
2. Living Darfur (Instrumental)
3. Living Darfur (Subway Remix)
4. Living Darfur (Desert Eagle Discs Remix)

## Classifiche
| Chart (2007)             | Peak position |
| ------------------------ | ------------- |
| Austrian Singles Chart   | 37            |
| Belgian Singles Chart    | 50            |
| European Singles Chart   | 35            |
| French Singles Chart     | 50            |
| German Singles Chart     | 32            |
| Italian Singles Chart    | 2             |
| Luxembourg Singles Chart | 52            |
| Polish Singles Chart     | 34            |
| Swiss Singles Chart      | 25            |
| Turkish Singles Chart    | 32            |